# Antonio Puerta
Antonio José Puerta Pérez, född 26 november 1984 i Sevilla, Spanien, död 28 augusti 2007 i Sevilla, var en spansk fotbollsspelare som spelade för det spanska landslaget och Sevilla FC i La Primera División. Han kollapsade på grund av flertalet hjärtstillestånd under en match mot Getafe den 25 augusti och dog tre dagar efteråt. Den officiella dödsorsaken är hjärtinfarkt.

## Karriär
Antonio Puerta växte upp mycket nära Estadio Ramón Sánchez Pizjuán och var en spelare tagen ur egna ledet i Sevilla FC. Han kom från ungdomsakademin tillsammans med bland annat Sergio Ramos och Jesús Navas, och kom att spela 14 år i klubben. Han var en gedigen vänsterkantsspelare som nådde framgångar på offensiva mittfältet i laget och fick visat intresse från Arsenal FC, Manchester United FC och Real Madrid. Puerta hann under sin karriär spela en A-landskamp och en match för U21-landslaget. Han vann Uefa Europa League två år i rad med Sevilla, och satte den avgörande straffen i straffläggningen i UEFA-cupfinalen 2006/2007. Han vann även Uefa Super Cup 2006, då Sevilla slog FC Barcelona, Supercopa de España mot Real Madrid och spanska cupen mot Getafe 2007.

## Död
25 augusti 2007 kollapsade Antonio Puerta vid eget straffområde i Sevillas första match för säsongen mot Getafe. Hans klubbkamrater Ivica Dragutinović och Andrés Palop uppmärksammade detta och sprang snabbt till Puertas hjälp. Han återfick medvetandet och kunde kliva av planen men kollapsade senare i omklädningsrummet på grund av hjärtinfarkt. Han togs till sjukhus (Hospital Universitario Virgen del Rocío) med ambulans där han låg i respirator i tre dagar tills kroppen inte klarade mer. Han avled den 28 augusti 2007 klockan 14:30 lokal tid. Han lämnade efter sig sin fru och deras ofödde son.

### Hyllningar
Sevillas match mot AC Milan i den europeiska supercupen den 31 augusti 2007 blev en tribut till Antonio Puerta, då alla spelarna i båda lagen hade namnet 'PUERTA' tryckt på ryggen och bar svarta armband.
Sevilla FC pensionerade tröjnummer 16 för att hedra minnet av Antonio Puerta, med bestämmelsen att hans son, Aitor Antonio (född 22 oktober 2007), om han någon dag skulle komma att spela för klubben, skulle ha möjligheten att använda tröjnumret. Men då reglerna i Spanska fotbollsförbundet, Real Federación Española de Fútbol, säger att klubbarna måste använda tröjnummer 1 till 25 för deras ordinarie spelare.
Puertas gamla lagkamrat Sergio Ramos bar en tröja med en bild på Puerta på framsidan och tröjnummer 16 på baksidan då Spanien vann EM 2008 VM 2010 och EM 2012. Tröjan hade texten "Siempre con nosotros", eller "alltid med oss". Ramos bar en liknande tröja i Real Madrid under en match mot Villarreal där han gjorde mål.
I den 16 minuten i varje hemmamatch hedrar fansen Puerta genom att skandera hans namn.

## Fotnoter
1. ↑  Sevilla star dies after collapse Arkiverad 1 december 2017 hämtat från the Wayback Machine. (engelska)
2. ↑  DN.se – Sevillas Antonio Puerta död
3. ↑  FIFA.com – Puerta dies following heart attack Arkiverad 30 augusti 2007 hämtat från the Wayback Machine. (engelska)
4. ↑  Spanish football reels after death of Puerta Arkiverad 1 januari 2008 hämtat från the Wayback Machine. (engelska)
5. ↑  United join Puerta race (engelska)
6. ↑  Fallece el sevillista Antonio Puerta tras más de dos días en la UCI (spanska)
7. ↑  Sevilla midfielder Puerta dies (engelska)
8. ↑  Girlfriend of Sevilla's deceased midfielder Antonio Puerta gives birth to his son (engelska)
9. ↑  Del Nido anuncia que el Sevilla retirará el dorsal '16' (spanska)